# 그로세토
그로세토(이탈리아어: Grosseto, 이탈리아어 발음: [ɡrosˈseːto] ( 듣기))는 이탈리아 토스카나주 그로세토도에 있는 코무네이며, 그로세토현의 현도이다. 티레니아해에서 14 km 거리에 위치했고, 옴브로네강이 흐르는 충적토 평야인 마렘마 한 가운대에 있다.
인구 82,284명으로 마렘마에 있는 도시 중 가장 인구가 많다.

## 역사
그로세토의 기원은 중세 성기로 거슬러 올라간다. 803년에 성 요한 교회에서 일데브란도 델리 알도브란데스키에게 이곳을 맡겼다는 자료에서 알도브란데스키(Aldobrandeschi) 공작의 영지로서 처음 언급되었다.
그로세토는 토스카나 지역의 핵심 도시였던 루셀라에와 베툴로니아가 쇠티하기까지, 서서히 발전해왔다. 1137년에 알도브란데스키 가문을 자신의 영향력 안에 넣기 위해, 신성 로마 제국 황제인 로타르 3세가 파견한 바바리아 공작 하인리히 10세가 이끄는 군대에 포위를 당하였다. 다음 해에 로셀레 주교구가 그로세토로 옮겨졌다.
1151년 그로세토 시민들은 시에나 공화국에 충성을 맹세했고, 1222년 알도브란데스키 가문은 포데스타와 의원, 총독에게 권력을 내주었다. 1244년 시에나에게 다시 정복당했고 그로세토가 지닌 힘과 알도브란데스키 가문의 신성 로마 제국 특권은 황제의 대리의 권한에 따라 시에나에게 이전됐다. 그후 그로세토는 시에나에게 요새화되기 시작했고, 곧 중요한 요새 지역이 되었으며, 오늘날에도 성벽과 보루등을 볼 수 있다.
1266년과 1355년에 그로세토는 시에나에게 벗어나 자유를 얻기 위해 시도하였으나 소용없었다. 구엘프와 기벨린 세력 다툼 당시에는 이곳의 통치권을 두고 큰 어려움이 있었으며, 움베르토, 알도브란디노 알도브란데스키는 가문을 위해 그로세토를 되찾으려 노력했다. 하지만 시에나 군대는 승리를 거뒀고 다시 포데스타를 임명하였다. 하지만 그로세토는 독립을 하였고 다음 해에 피렌체 군대와 함께 몬타페르티 전투에서 싸웠다.
그로부터 80년이 흘러 그로세토는 교황 클레멘스 4세에게 점령당하였고, 교황은 파문과 동시에 도시를 황폐화시켰다. 신성 로마 제국 황제 루트비히 4세는 마리아 스코치아 톨로메이를 파견시켜 공성전 끝에 도시를 해방시켰고, 근처에 막강한 이웃 국가인 시에나에게 넘어가기전인 1328년까지 대립 교황 니콜라스 5세의 통치를 받았다.
1348년 역병이 그로세토에 심각한 피해를 입혔고 1369년에 인구가 겨우 몇 백 가구로 감소하였다. 게다가 영토는 1447년 아라곤의 알폰소 5세, 1455년 야코포 피치니노에게 유린당하였다.
시에나의 통치는 카를 5세가 토스카나 대공국의 1대 공작인 코시모 데 메디치 1세에게 이곳을 넘겨준 1559년에 막을 내렸다. 1574년 오늘날에도 잘 보존된 방벽의 건설이 시작됐고, 주변을 둘러싼 해자는 현재 말라버린 상태이다. 하지만 그로세토는 18세기가 시작할 무렵에도 거주 인구가 700명에 지나지 않은 작은 도시로 전락한다.
로라이네(Lorraine) 가문이 그로세토를 통치하면서 다시 번성하였다. 마렘마 현의 현도 직위가 내려지기도 하였다.

## 스포츠
그로세토는 스포츠를 오랜 기간 걸쳐 즐겨왔다. 야구와 축구는 아마 그로세토에서 가장 인기있는 스포츠일 것이다. 그외에도 미식 축구, 크리켓, 승마, 육상 경기 또한 널리한다.
그로세토에서 제1의 사회 팀은 Bbc 그로세토 오리올레스(스폰서의 이름을 딴 몬테파스키라고도 불린다)이다. 그로세토는 이탈리아 야구 최상위 리그인 Serie A1에 참가하고 있고, 1986년과 1989년, 2004년, 2007년에 우승을 한바 있다. 또한 2005년에는 유러피안 야구 컵을 우승했다. 홈경기장은 스타디오 로베르토 얀넬라이다.
US 그로세토 FC는 1912년에 창단됐다. 2007-08 시즌부터 자국 리그인 세리에 B(이탈리아 축구 2부 리그)에 참가중이다. 홈 경기장은 스타디오 카를로 체키니이다.

## 기후
그로세토는 겨울에는 습하고 여름은 매우 건조한 평범한 지중해성 기후를 띈다. 평균적으로 1년에 25일 정도의 밤은 0 °C (32 °F) 가까이 떨어지고 41일 정도는 30 °C (86 °F) 보다 올라간다. 1년중에 12일은 안개가 낀다.
| 그로세토 (1991년~2020년)의 기후 | 그로세토 (1991년~2020년)의 기후 | 그로세토 (1991년~2020년)의 기후 | 그로세토 (1991년~2020년)의 기후 | 그로세토 (1991년~2020년)의 기후 | 그로세토 (1991년~2020년)의 기후 | 그로세토 (1991년~2020년)의 기후 | 그로세토 (1991년~2020년)의 기후 | 그로세토 (1991년~2020년)의 기후 | 그로세토 (1991년~2020년)의 기후 | 그로세토 (1991년~2020년)의 기후 | 그로세토 (1991년~2020년)의 기후 | 그로세토 (1991년~2020년)의 기후 | 그로세토 (1991년~2020년)의 기후 |
| 월                              | 1월                             | 2월                             | 3월                             | 4월                             | 5월                             | 6월                             | 7월                             | 8월                             | 9월                             | 10월                            | 11월                            | 12월                            | 연간                            |
| ------------------------------- | ------------------------------- | ------------------------------- | ------------------------------- | ------------------------------- | ------------------------------- | ------------------------------- | ------------------------------- | ------------------------------- | ------------------------------- | ------------------------------- | ------------------------------- | ------------------------------- | ------------------------------- |
| 역대 최고 기온 °C (°F)          | 19.6 (67.3)                     | 22.8 (73.0)                     | 25.2 (77.4)                     | 29.4 (84.9)                     | 33.6 (92.5)                     | 39.0 (102.2)                    | 38.8 (101.8)                    | 40.2 (104.4)                    | 35.0 (95.0)                     | 30.6 (87.1)                     | 27.0 (80.6)                     | 20.0 (68.0)                     | 40.2 (104.4)                    |
| 일평균 최고 기온 °C (°F)        | 12.8 (55.0)                     | 13.7 (56.7)                     | 16.4 (61.5)                     | 19.4 (66.9)                     | 23.8 (74.8)                     | 28.4 (83.1)                     | 31.4 (88.5)                     | 31.8 (89.2)                     | 27.2 (81.0)                     | 22.5 (72.5)                     | 17.1 (62.8)                     | 13.4 (56.1)                     | 21.5 (70.7)                     |
| 일일 평균 기온 °C (°F)          | 7.5 (45.5)                      | 7.9 (46.2)                      | 10.5 (50.9)                     | 13.3 (55.9)                     | 17.6 (63.7)                     | 22.0 (71.6)                     | 24.9 (76.8)                     | 25.1 (77.2)                     | 20.9 (69.6)                     | 16.8 (62.2)                     | 12.1 (53.8)                     | 8.3 (46.9)                      | 15.6 (60.1)                     |
| 일평균 최저 기온 °C (°F)        | 2.9 (37.2)                      | 2.6 (36.7)                      | 4.8 (40.6)                      | 7.3 (45.1)                      | 11.2 (52.2)                     | 15.0 (59.0)                     | 17.8 (64.0)                     | 18.4 (65.1)                     | 15.2 (59.4)                     | 11.8 (53.2)                     | 7.7 (45.9)                      | 3.9 (39.0)                      | 9.9 (49.8)                      |
| 역대 최저 기온 °C (°F)          | −8.2 (17.2)                     | −13.0 (8.6)                     | −5.6 (21.9)                     | −2.6 (27.3)                     | 1.6 (34.9)                      | 6.8 (44.2)                      | 8.8 (47.8)                      | 10.6 (51.1)                     | 5.8 (42.4)                      | 1.4 (34.5)                      | −4.6 (23.7)                     | −10.1 (13.8)                    | −13.0 (8.6)                     |
| 평균 강수량 mm (인치)           | 41.38 (1.63)                    | 36.86 (1.45)                    | 39.39 (1.55)                    | 38.84 (1.53)                    | 39.66 (1.56)                    | 23.14 (0.91)                    | 14.95 (0.59)                    | 29.95 (1.18)                    | 62.71 (2.47)                    | 58.43 (2.30)                    | 99.39 (3.91)                    | 69.16 (2.72)                    | 553.86 (21.81)                  |
| 평균 강수일수 (≥ 1.0 mm)        | 5.34                            | 5.00                            | 5.86                            | 5.73                            | 5.20                            | 2.87                            | 1.60                            | 2.03                            | 4.77                            | 6.28                            | 9.07                            | 7.90                            | 61.65                           |
| 평균 상대 습도 (%)              | 73.22                           | 69.57                           | 69.03                           | 69.83                           | 68.07                           | 65.30                           | 63.47                           | 64.22                           | 67.35                           | 73.05                           | 75.79                           | 74.22                           | 69.43                           |
| 출처: 미국 해양대기청           |                                 |                                 |                                 |                                 |                                 |                                 |                                 |                                 |                                 |                                 |                                 |                                 |                                 |

## 인구
| 연도 | 인구   | ±%     |
| ---- | ------ | ------ |
| 1861 | 4,724  | —      |
| 1871 | 5,747  | +21.7% |
| 1881 | 6,783  | +18.0% |
| 1901 | 9,694  | +42.9% |
| 1911 | 11,875 | +22.5% |
| 1921 | 17,059 | +43.7% |
| 1931 | 23,088 | +35.3% |
| 1936 | 26,383 | +14.3% |

| 연도 | 인구   | ±%     |
| ---- | ------ | ------ |
| 1951 | 38,190 | +44.8% |
| 1961 | 51,730 | +35.5% |
| 1971 | 62,590 | +21.0% |
| 1981 | 69,523 | +11.1% |
| 1991 | 71,257 | +2.5%  |
| 2001 | 71,263 | +0.0%  |
| 2011 | 78,630 | +10.3% |
| 2021 | 81,503 | +3.7%  |

## 자매 도시
| - 몰타 비르키르카라 - 카자흐스탄 쉼켄트 - 독일 콧부스 | - 불가리아 디미트로브그라드 - 일본 가시와라시 - 프랑스 몽트뢰유 | - 프랑스 나르본 - 프랑스 생트마리드라메르 - 이탈리아 팔리오디시에나 |